# إيلا راسل
كانت إيلا موندهينك راسل (مواليد نحو عام 1868 - 6 مارس عام 1956) ناشطة مدافعة عن حق النساء في الاقتراع وسيدة أعمال وسياسية أمريكية. كانت رئيسة نادي إيفريت للمطالبة بمنح المرأة حق الاقتراع. استحضرت راسل «دفاعًا شهيرًا عن حق المرأة في التصويت أمام حشد من الجماهير بلغ عدده 6,500 شخص خلال إحدى الحملات الدعوية لبيلي صنداي». كذلك أزرت القضية الداعية إلى منح النساء حق الاقتراع في مدينة إيفريت وولاية واشنطن. فازت بترشيح الحزب الجمهوري في انتخابات مجلس الشيوخ الخاص بالولاية على مستوى مقاطعتها في عام 1924، غير أنها منيت بالهزيمة في الانتخابات أمام مرشح جمهوري «مستقل».

## السيرة الذاتية
ولدت راسل بولاية إلينوي في نحو عام 1868. كان والداها يدعيان هنري وإليزابيث موندهينك. عملت كمعلمة في إلينوي لمدة خمس سنوات وفي ولاية واشنطن لمدة سنتين اثنين. تزوجت من تشارلز إ. راسل، وهو صانع ألواح أسقف خشبية. أنجبت منه أربع بنات وصبي واحد. أعانت راسل زوجها على عمله في مجال صناعة الألواح الخشبية طيلة فترة حياته، واستمرت في تشغيل المصنع عقب وفاته في عام 1925.

## المسيرة السياسية
كانت راسل رئيسة نادي إيفريت للمطالبة بمنح المرأة حق الاقتراع في عام 1910. روج النادي لمنح النساء حق الانتخاب وحقوق النساء العاملات. كتب النادي خلال فترة زعامة راسل في مجلة «دورية العمل» بتاريخ 4 نوفمبر عام 1910: «في حال كنتِ فتاةً عاملةً: ليس لدى امرأة ترتدي الحرير والساتان ولا يعنيها سوى كيف تبقي بريقها الاجتماعي أكثر اتقادًا من منافساتها أي حق في معارضة حقوق النساء الكادحات». وأردفت المجلة في ما يتعلق بالأرامل اللواتي عندهن أطفال: «ليس لدى امرأة تولي مصالح منزلها أشد العناية أي حق في معارضة حقوق النساء اللواتي حملن أزواجهن إلى القبر».
كانت راسل حاضرة في فعالية نظمتها حملة بيلي صنداي خلال نفس العام. أبدت إحدى المتحدثات في الفعالية معارضتها لحق النساء في التصويت معتبرةً أن «دور المرأة هو تعليم أبنائها التصويت بصورة سليمة». كذلك ادعت أنها تعرضت للمضايقة من قبل نادي إيفريت. طلبت راسل أن يؤذن لها بالمداخلة، ولكن قوبل طلبها بالرفض وهو ما دفعها لاعتلاء أحد المقاعد لتبدأ بمخاطبة الحشود التي قدرت أعدادها بما يتراوح من 5,500 إلى 6,500 شخص. تناولت منظمة أصوات من أجل المرأة في تقرير نشرته المواجهة الحاصلة. كانت منظمة أصوات الهيئة الرسمية الممثلة لرابطة ولاية واشنطن للمطالبة بمنح المرأة حق الاقتراع آنذاك، وذكرت قائلةً: «أضحت هذه الفعالية بؤرة حماسة لمناصرة المطالب بمنح النساء حق الانتخاب، وهو ما وضع نادي إيفريت في مقدمة الحملة. تتميز السيدة راسل بدهائها وقد جمعت حولها العديد من النساء الماهرات، ووضِعت العديد من الخطط الجديدة لدعم منح النساء حق التصويت في مدينة سنوهوميش والمقاطعات المجاورة». بادرت منظمة أصوات من أجل المرأة إلى تكريم نادي إيفريت للمطالبة بمنح المرأة حق الاقتراع «لأنه كان واحدًا من أنجح الأندية في الولاية من ناحية لفت أنظار وسائل الإعلام المحلية». غدت ولاية واشنطن خامس ولاية أمريكية تسمح للنساء بالتصويت بعد التصديق على التعديل الخامس لدستور الولاية (تعديل الباب الأول من المادة السادسة)، والذي منح النساء حق التصويت بتاريخ 8 نوفمبر عام 1910.
ترشحت راسل عن الحزب الديمقراطي في انتخابات المقاطعة الانتخابية الثامنة والأربعين التابعة لمجلس نواب ولاية واشنطن في عام 1914. ترشحت راسل عن الحزب الجمهوري في انتخابات مجلس النواب في مقاطعة ثورستون دون أن تحقق نجاحًا يذكر في عام 1922. نجحت في الفوز بترشيح الحزب الجمهوري في انتخابات مجلس شيوخ ولاية واشنطن في تلك المقاطعة الانتخابية في عام 1924، وذلك بعدما هزمت عضو مجلس الشيوخ الجمهوري الشاغل لمنصبه فيليب هـ. كارليون بفارق صوتين.